# Адефарасин, Джозеф
Джозеф Адетунджи Адефарасин (англ. Joseph Adetunji Adefarasin; 1921 Иджебу-Оде, Колониальная Нигерия — 28 марта 1989) — нигерийский юрист, деятель международного движения Красного креста. Президент Международной федерации обществ Красного Креста и Красного Полумесяца Международной федерации обществ Красного Креста и Красного Полумесяца с 1977 по 1981 год.
Первый африканец, занявший эту должность.

## Биография
После окончания школы в Нигерии, отправился в Лондон, прошёл подготовку в Линкольнс-Инн (1950). Работал в судебных инстанциях на родине. Стал судьёй Высшего суда Нигерии.
Проявил себя во время Гражданской войны в Нигерии (1967—1970). Его активное участие в акциях помощи пострадавшим во время конфликта, когда нигерийский Красный Крест находился под сильным давлением, продемонстрировало его административные, организационные и мобилизационные способности.
С 1977 по 1981 год — Президент Международной федерации обществ Красного Креста и Красного Полумесяца Международной федерации обществ Красного Креста и Красного Полумесяца.

## Награды
- Медаль Анри Дюнана (высшая награда Всемирного Красного Креста).